# Schwanden bei Brienz
Schwanden bei Brienz là một đô thị thuộc huyện hành chính Interlaken-Oberhasli, bang Bern, Thụy Sĩ. Đô thị này có diện tích km2, dân số thời điểm tháng 12 năm 2009 là 606 người.